# Seespitzhütte
Die Seespitzhütte, auch Seespitzhütte auf der Frelitzalm, ist eine ehemalige private, bewirtschaftete Schutzhütte oberhalb des Defereggentals in Osttirol, Österreich. Sie liegt an der Südflanke des Panargenkamms in 2325 m ü. A..

## Geschichte
Die Frelitzalm, Frölitzalm oder Oberbergalm zählte in der ersten Hälfte des 20. Jahrhunderts noch zahlreiche Hütten, sodass das Almgebiet in der US Army Map 1952 noch als Frelitz Hütten bezeichnet wurde. Die Frelitzalm wurde jedoch nur bis in die Zeit um 1960 bewirtschaftet. Danach wurden die Almgebäude aufgegeben und verfielen. Im Jahr 1990 erfolgte die Errichtung der Seespitzhütte am Gelände der Frelitzalm, die etwa von Juni bis Ende September / Anfang Oktober bewirtschaftet wurde. Die Bewirtschaftung der Hütte wurde mittlerweile dauerhaft eingestellt.

## Aufstiegsmöglichkeiten
Die Seespitzhütte liegt am Blumenweg Oberseite, der von der Ortschaft Erlsbach zunächst zur Erlsbacher Alm und dann als Höhenweg weiter zur Seespitzhütte führt. Der Blumenweg Oberseite führt in der Folge weiter zur Reggnalm und zur Oberseitalm, von der der Weg wieder ins Trojer Almtal hinabsteigt. Alternativ kann der Aufstieg zur Seespitzhütte auch von Rannach aus quer über den Oberberg und zuletzt entlang des Poppelesbach erfolgen, an dem die Seespitzhütte liegt. Von der Seespitzhütte führt ein Wanderweg weiter zum Oberseitsee und zur Seespitze.